# Battaglia di Boroughmuir
La battaglia di Borougmuir fu uno scontro delle guerre d'indipendenza scozzesi combattuto il 30 luglio 1335 nei pressi di Edimburgo, in Scozia, tra le truppe dell'esercito regio scozzese e quelle inglesi.

## La grande invasione
Sin dal 1332, una parte dei nobili scozzesi (collettivamente noti come i "diseredati") aveva cercato di riportare sul trono di Scozia re Edward Balliol, figlio ed erede dell'ex re John Balliol, spodestando Davide II. Questi uomini, che avevano combattuto contro Robert Bruce durante la prima guerra d'indipendenza scozzese, ottennero un attivo supporto da parte degli inglesi. Malgrado le due rimarchevoli vittorie nella battaglia di Dupplin Moor e nella Battaglia di Halidon Hill, che sterminarono quasi la classe dirigente scozzese il partito di Balliol non era comunque ancora sufficientemente dotato di supporto popolare da poter governare stabilmente la Scozia. Per due volte Edward Balliol venne portato sul trono scozzese e per due volte venne spodestato. Nel 1335 re Edoardo III d'Inghilterra decise di impegnarsi personalmente per l'alleato e protetto scozzese, portandosi personalmente in Scozia alla testa del suo esercito.
Dalla seconda metà di luglio, il re aveva con sé 13 000 uomini a Newcastle. Qui venne raggiunto da Edward Balliol, proveniente da Carlisle. Si tenne un consiglio di guerra dove venne deciso che la Scozia sarebbe stata invasa su vasta scala. L'esercito venne diviso in due: Edoardo ottenne il comando dell'invasione da Carlisle, mentre Balliol avrebbe preso le mosse da Berwick. I progressi di quest'ultimo sarebbero stati sostenuti dalla marina inglese dalla costa partendo dal Firth of Tay, mentre altre forze navali avrebbero sostenuto Edoardo dall'Irlanda all'altezza del  Firth of Clyde.
Il proposito dell'invasione era quello di trovare e distruggere l'esercito scozzese sul campo anziché dedicarsi alla conquista di castelli e fortilizi. Edoardo marciò verso Nithsdale, bypassando il castello di Loch Doon, ancora nelle mani dei sostenitori di re Davide, e sorpassando Carrick, Cunninghame e Kyle. Nel frattempo, Balliol si mosse velocemente dalla costa nel Lothian. Come locuste, il suo esercito consumò ogni cosa che trovasse sul proprio passaggio. Specifiche lettere di protezione per l'abbazia di Newbattle e per il monastero di Manuel non poterono salvarli comunque dalla distruzione. Nel Firth of Forth l'abbazia dell'isola di Inchcolm venne distrutta dalla marina inglese, che quindi proseguì nel Tay, sbarcando a Dundee, mettendo a ferro e fuoco la città ed il suo monastero francescano. Alla fine di luglio gli eserciti di terra si riunirono a Glasgow, senza ad ogni modo aver raggiunto lo scopo voluto e per questo decisero congiuntamente di marciare su Perth.
Le forze scozzesi comandate dal conte di Moray, non erano ad ogni modo sufficienti a scontrarsi direttamente con gli inglesi e limitarono le loro azioni ad operazioni su piccola scala con la retroguardia del nemico, attaccando colonne di rifornimento e simili.

## La battaglia di Boroughmuir
Guido di Namur giunse a Berwick troppo tardi per unirsi alle forze d'invasione del re d'Inghilterra che erano già partite. Questi, fiammingo e parente della regina Filippa, aveva sempre mostrato ben poco interesse nelle questioni che avevano portato in lotta Edoardo e la Scozia, ma vi aderì per spirito cavalleresco e di avventura. Con una piccola forza di circa 300 cavalieri, uomini d'arme e arcieri, entrò in Scozia nella speranza di incontrarsi col re al centro del paese. I suoi movimenti vennero ad ogni modo osservati dal nemico e questi venne attaccato nei pressi di Edimburgo dalle forze del conte di Moray. Il 30 luglio lo scontro si aprì diretto a Borough Muir. Il marchese di Namur si trovò nel bel mezzo di uno scontro su vasta scala, ma quando vide arrivare sul campo anche le forze di Sir William Douglas dalle vicine Pentland Hills per rinforzare gli uomini del conte di Moray, capì di non avere possibilità di riuscita nell'impresa.
Senza ulteriori possibilità, il marchese di Namur ed i suoi uomini si diressero verso Edimburgo, poco più a nord della loro posizione. Inseguiti dal nemico, gli inglesi entrarono in città dalla Friars' Wynd, ed i combattimenti continuarono attraverso la St. Mary Wynd e sino al castello, in rovina dal 1314. Per bloccare il nemico, gli uomini del marchese di Namur giunsero ad uccidere i loro cavalli e ad accatastarli per creare delle barricate, ma la situazione pareva ancora una volta disperata sin quando, provati e stanchi, non si arresero agli scozzesi.

## Conseguenze
Il conte di Moray diede prova della sua cavalleresca generosità, permettendo agli inglesi di lasciare la città dietro la promessa che non avrebbero mai più sollevato le armi contro i sostenitori di re Davide II di Scozia. Al di la di tutto, quest'azione aveva anche dei risvolti politici: il marchese di Namur era infatti suddito di Filippo VI di Francia, alleato della Scozia nella lotta contro l'Inghilterra. Il conte di Moray si offrì inoltre di scortare personalmente il marchese di Namur sino al confine. Sulla via del ritorno in Scozia, il gruppo venne attaccato dalle forze inglesi provenienti da Jedburgh, al comando di William Pressen. Sir William Douglas riuscì a fuggire, ma suo fratello James venne ucciso. Il conte di Moray venne fatto prigioniero e destinato a trascorrere i cinque anni successivi nelle prigioni inglesi. Il marchese di Namur tornò a Berwick e salpò con la regina Filippa per unirsi ad Edoardo III a Perth. Venne ben ricevuto dal sovrano inglese, per quanto la sua recente azione avesse creato un certo imbarazzo politico. Per il suo patto stretto col conte di Moray, il marchese non prese più parte agli scontri dell'Inghilterra e pertanto lasciò poco dopo la Scozia e non vi fece mai più ritorno.